# Valff
 Valff (en alsacià Valf) és un municipi francès, situat a la regió del Gran Est, al departament del Baix Rin. L'any 2006 tenia 1.342 habitants.
Forma part del cantó d'Obernai, del districte de Sélestat-Erstein i de la Comunitat de comunes del Pays de Barr.

## Demografia
| 1962  | 1968  | 1975  | 1982  | 1990  | 1999  |
| ----- | ----- | ----- | ----- | ----- | ----- |
| 1.011 | 1.081 | 1.121 | 1.173 | 1.234 | 1.281 |

## Administració
| Període   | Identitat           | Partit |
| --------- | ------------------- | ------ |
| -1976     | René Halmenschlager |        |
| 1976-1999 | Pierre Rosfelder    |        |
| 1999-2014 | André Schwartz      |        |
| 2014-2020 | Germain Lutz        |        |